# Interchannel
Interchannel (von lat. inter, zwischen und engl. channel, Kanal) bedeutet „zwischen den Kanälen“; hier den Tonkanälen oder den Lautsprecherkanälen.
Der Begriff wird in der Tontechnik dazu verwendet, um die auf beide Stereolautsprecher bezogenen Unterschiede oder Zusammenhänge zu kennzeichnen. So spielen 
- die Interchannel-Pegeldifferenz (Pegelunterschiede, interchannel level difference (Δ L)) und
- die Interchannel-Laufzeitdifferenz (Laufzeitunterschiede, interchannel time delay (Δ t))

eine entscheidende Rolle für die Lokalisation der Hörereignisrichtung der Phantomschallquellen auf der Stereo-Lautsprecherbasis.
In der Literatur kommen auch die Ausdrücke Interkanal-Pegeldifferenz und Interkanal-Zeitdifferenz vor.
Im Gegensatz zu diesem Begriff Interchannel steht das Wort Interaural, das Signale an den Ohren bzw. den Trommelfellen als Ohrsignale bezeichnet.